# La Rue-Saint-Pierre, Seine-Maritime
La Rue-Saint-Pierre är en kommun i departementet Seine-Maritime i regionen Normandie i norra Frankrike. Kommunen ligger i kantonen Clères som tillhör arrondissementet Rouen. År 2022 hade La Rue-Saint-Pierre 784 invånare.

## Befolkningsutveckling
Antalet invånare i kommunen La Rue-Saint-Pierre
| Referens: INSEE |